# Clube de Desportos da Costa do Sol
El Clube de Desportos da Costa do Sol és un club de futbol de la ciutat de Maputo, Moçambic.

## Història
Evolució del nom;
- 1955 : Sport Lourenço Marques e Benfica
- 1976: Sport Maputo e Benfica
- 1978: Clube de Desportos Costa do Sol

## Palmarès
- Lliga moçambiquesa de futbol:[2]
  - 1979, 1980, 1991, 1992, 1993, 1994, 1999/00, 2000/01, 2007, 2019

- Copa moçambiquesa de futbol:[3]
  - 1980, 1984, 1988, 1992, 1995, 1997/98, 1998/99, 1999/00, 2001/02, 2007

- Copa d'Honor de Maputo:
  - 2000/01, 2008/09

- Minilliga de Moçambic: 
  - 1998[4]